# کراکر (واشینگتن)
کراکر (به انگلیسی: Crocker) یک منطقهٔ مسکونی در ایالات متحده آمریکا است که در واشینگتن واقع شده‌است. کراکر ۱٬۲۶۸ نفر جمعیت دارد و ۲۷۲ متر بالاتر از سطح دریا واقع شده‌است.